# كليرمونت (فلوريدا)
كليرمونت (بالإنجليزية: Clermont)‏ هي مدينة أمريكية تقع في ولاية فلوريدا. تبلغ مساحة هذه المدينة 29.7 (كم²)،ويبلغ عدد سكانها 29358 نسمة حسب إحصاء سنة 2010 م 29358.

## أعلام
- كاسيدي راي
- شاين غريني
- بيتر هوتن
- آرت هيمان